# Duboisia hopwoodii
Duboisia hopwoodii ist eine Pflanzenart aus der Gattung Duboisia in der Familie der Nachtschattengewächse (Solanaceae). Ein englischer Trivialname ist Pituri.

## Beschreibung
Duboisia hopwoodii ist ein rund wachsender Strauch, der Höhen von 4 m und Breiten von 3 m erreicht. Seine Laubblätter sind schmal elliptisch oder eiförmig-elliptisch bis linealisch, aufsitzend oder selten mit einem bis zu 3 mm langen Blattstiel versehen. Sie werden 2 bis 12 cm lang und 1 bis 13 mm breit und sind auf beiden Blattseiten gleich gefärbt.
Die Blütenstände sind schmal und mit 0,4 bis 5 mm langen Tragblättern versehen. Die Blüten stehen an 1,5 bis 5 mm langen Blütenstielen. Der Kelch ist 1,5 bis 4,5 mm lang, wobei die Kelchlappen meist etwa 1/3 der Länge der Kelchröhre besitzen. Die Krone erreicht Längen von 7 bis 15 mm, die Kronröhre weist an der Spitze einen Durchmesser von 4,5 bis 8 mm. Die Kronlappen sind 2,5 bis 5,5 mm lang. Es werden vier Staubblätter gebildet, die 3 bis 8 mm lang werden. Der Griffel ist mit einer Länge von 3,5 bis 6,5 mm gleich oder kürzer als die oberen Staubblätter.
Die Frucht ist eine Beere, die meist kugelförmig oder nahezu kugelförmig, selten aber auch elliptisch ist. Sie misst 2 bis 5 mm im Durchmesser, ist purpur-schwarz gefärbt und steht an einem 3 bis 5 mm langen Stiel. Die Samen werden 2 bis 2,5 mm lang.

## Verbreitung und Standorte
Die Art ist in den ariden Gebieten Western Australias, des südlichen Northern Territory und South Australias verbreitet und reicht bis ins zentral-westliche Queensland und ins westliche New South Wales. Sie wächst meist auf rotem oder gelbem Sand oder sandigem Lehm, auf Ebenen, niedrigen Dünen oder Erhöhungen. Oftmals ist die Art in Verbindung mit Stachelkopfgräsern (Triodia) zu finden.

## Bedeutung
Die Pflanze enthält Nicotin und Nornicotin und wird deshalb von Aborigines als Tiergift und Betäubungsmittel verwendet. Der Trivialname Pituri wird entsprechend auch für australische, als Betäubungsmittel nutzbare Arten der Gattung Nicotiana verwendet.

## Nachweise
- R. W. Purdie, D. E. Symon und L. Haegi: Duboisia hopwoodii. In: Solanaceae, Flora of Australia, Band 29, Australian Government Publishing Service, Canberra, 1982. S. 18–21. ISBN 0-642-07015-6.